# Grand Prix Formule 1 van België 1991

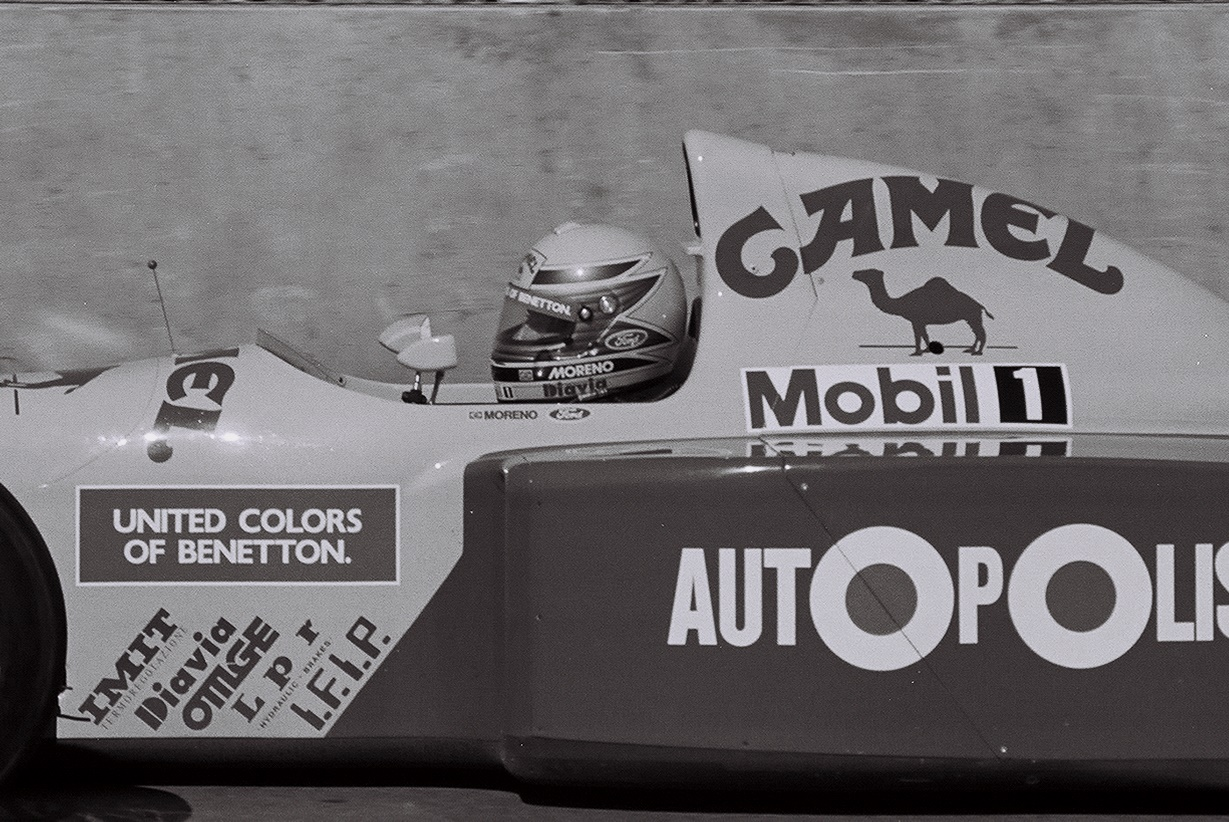
Roberto Moreno, hier in actie tijdens de GP van USA 1991, stuurde zijn Benetton voor de tweede keer dit seizoen naar een vierde plaats en tekende op Francorchamps tevens voor de snelste raceronde. Desondanks was het zijn laatste race voor Benneton.

De Grand Prix Formule 1 van België 1991 werd gehouden op 25 augustus 1991 op Spa-Francorchamps.

## Uitslag
| Pos. | Nr. | Coureur            | Constructeur                  | Rondes | Tijd / Oorzaak uitval | Grid | Punten |
| ---- | --- | ------------------ | ----------------------------- | ------ | --------------------- | ---- | ------ |
| 1    | 1   | Ayrton Senna       | McLaren-Honda                 | 44     | 1:27:17.669           | 1    | 10     |
| 2    | 2   | Gerhard Berger     | McLaren-Honda                 | 44     | + 1.901               | 4    | 6      |
| 3    | 20  | Nelson Piquet sr.  | Benetton-Ford                 | 44     | + 32.176              | 6    | 4      |
| 4    | 19  | Roberto Moreno     | Benetton-Ford                 | 44     | + 37.310              | 8    | 3      |
| 5    | 6   | Riccardo Patrese   | Williams-Renault              | 44     | + 57.187              | 17   | 2      |
| 6    | 8   | Mark Blundell      | Brabham-Yamaha                | 44     | + 1:40.035            | 13   | 1      |
| 7    | 12  | Johnny Herbert     | Lotus-Judd                    | 44     | + 1:44.599            | 21   |        |
| 8    | 21  | Emanuele Pirro     | Dallara-Judd                  | 43     | + 1 Ronde             | 25   |        |
| 9    | 7   | Martin Brundle     | Brabham-Yamaha                | 43     | + 1 Ronde             | 16   |        |
| 10   | 14  | Olivier Grouillard | Fondmetal-Ford                | 43     | + 1 Ronde             | 23   |        |
| 11   | 25  | Thierry Boutsen    | Ligier-Lamborghini            | 43     | + 1 Ronde             | 18   |        |
| 12   | 23  | Pierluigi Martini  | Minardi-Ferrari               | 42     | Versnellingsbak       | 9    |        |
| 13   | 33  | Andrea de Cesaris  | Jordan-Ford                   | 41     | Motor                 | 11   |        |
| DNF  | 4   | Stefano Modena     | Tyrrell-Honda                 | 33     | Olielek               | 10   |        |
| DNF  | 22  | Jyrki Järvilehto   | Dallara-Judd                  | 33     | Oliedruk              | 14   |        |
| DNF  | 28  | Jean Alesi         | Ferrari                       | 30     | Motor                 | 5    |        |
| DNF  | 24  | Gianni Morbidelli  | Minardi-Ferrari               | 29     | Versnellingsbak       | 19   |        |
| DNF  | 11  | Mika Häkkinen      | Lotus-Judd                    | 25     | Motor                 | 24   |        |
| DNF  | 26  | Érik Comas         | Ligier-Lamborghini            | 25     | Motor                 | 26   |        |
| DNF  | 5   | Nigel Mansell      | Williams-Renault              | 22     | Elektrisch probleem   | 3    |        |
| DNF  | 29  | Eric Bernard       | Lola-Ford                     | 21     | Versnellingsbak       | 20   |        |
| DNF  | 16  | Ivan Capelli       | Leyton House-Ilmor            | 13     | Motor                 | 12   |        |
| DNF  | 3   | Satoru Nakajima    | Tyrrell-Honda                 | 7      | Spin                  | 22   |        |
| DNF  | 27  | Alain Prost        | Ferrari                       | 2      | Brandstoflek          | 2    |        |
| DNF  | 15  | Mauricio Gugelmin  | Leyton House-Ilmor            | 1      | Motor                 | 15   |        |
| DNF  | 32  | Michael Schumacher | Jordan-Ford                   | 0      | Koppeling             | 7    |        |
| DNQ  | 30  | Aguri Suzuki       | Lola-Ford                     |        |                       |      |        |
| DNQ  | 34  | Nicola Larini      | Modena Lamborgini-Lamborghini |        |                       |      |        |
| DNQ  | 10  | Alex Caffi         | Arrows-Ford                   |        |                       |      |        |
| DNQ  | 35  | Eric van de Poele  | Modena Lamborgini-Lamborghini |        |                       |      |        |
| DNPQ | 9   | Michele Alboreto   | Arrows-Ford                   |        |                       |      |        |
| DNPQ | 17  | Gabriele Tarquini  | AGS-Ford                      |        |                       |      |        |
| DNPQ | 31  | Pedro Chaves       | Coloni-Ford                   |        |                       |      |        |
| DNPQ | 18  | Fabrizio Barbazza  | AGS-Ford                      |        |                       |      |        |

## Wetenswaardigheden
- Michael Schumacher maakte zijn Formule 1-debuut. Hij verving Bertrand Gachot bij Jordan.
- Andrea de Cesaris reed tot de laatste ronde in tweede stelling, maar moest zijn Jordan aan de kant zetten met motorproblemen. Riccardo Patrese nam zijn positie over, maar door versnellingsbakproblemen verloor ook hij nog drie plaatsen.
- Patrese had zich als tweede gekwalificeerd, maar na tests op zijn wagen werd ontdekt, dat hij geen achteruitversnelling had. Hierdoor moest hij vanaf de zeventiende plaats starten.
- Jean Alesi leidde lang de race, maar hij blies zijn motor op.
- Ayrton Senna's wagen stopte kort, nadat hij de finish overschreed.

## Statistieken
| Pole-position | Ayrton Senna   | McLaren-Honda | 1:47.811 |
| Snelste ronde | Roberto Moreno | Benetton-Ford | 1:55.087 |

## Noot
- Dit was het debuut van de Duitse coureur (en toekomstig wereldkampioen) Michael Schumacher.
- Eerste snelste ronde voor Roberto Moreno.
- Dit was de vijfde overwinning van de Grote Prijs van België voor Ayrton Senna (eerder gewonnen in 1985, 1988, 1989 en 1990), en hiermee vestigde hij een nieuw record. Hij verbrak het oude record van Jim Clark (4), gevestigd tijdens de Grote Prijs van België van 1965.

1925 · 1930 · 1931 · 1933 · 1934 · 1935 · 1937 · 1939 · 1947 · 1949 · 1950 · 1951 · 1952 · 1953 · 1954 · 1955 · 1956 · 1958 · 1960 · 1961 · 1962 · 1963 · 1964 · 1965 · 1966 · 1967 · 1968 · 1970 · 1972 · 1973 · 1974 · 1975 · 1976 · 1977 · 1978 · 1979 · 1980 · 1981 · 1982 · 1983 · 1984 · 1985 · 1986 · 1987 · 1988 · 1989 · 1990 · 1991 · 1992 · 1993 · 1994 · 1995 · 1996 · 1997 · 1998 · 1999 · 2000 · 2001 · 2002 · 2004 · 2005 · 2007 · 2008 · 2009 · 2010 · 2011 · 2012 · 2013 · 2014 · 2015 · 2016 · 2017 · 2018 · 2019 · 2020 · 2021 · 2022 · 2023 · 2024 · 2025 · 2026 · 2027 · 2029 · 2031